# 別府步美
別府步美（1983年6月14日—）是一名出身於日本大阪府堺市的女藝人、演員、配音員，後來成為Yellow Cab旗下女藝人。相爱女子短期大学畢業。身高164cm，血型B型。她曾在拍攝特攝作品《魔法戰隊魔法連者》，飾演「魔法桃/小津芳香」。2012年4月1日與圈外男友結婚，2015年8月底旅居法國，2016年9月17日產下一女，返日定居福岡縣。

## 參與作品

### 情報節目
- おはようコールABC（2004年，朝日放送）
- スーパーヒーローMAXナビ 2006（2006年，東映チャンネル / テレ朝チャンネル / 家庭劇場）
- ファ見る!（2007年 - ，家庭劇場）

### 電視劇
- Drama 30 虹のかなた（2004年，每日放送）
- 魔法戰隊魔法連者（2005年2月13日 - 2006年2月12日，朝日電視台） 飾演 魔法桃／小津芳香
- 11通の…出せなかったラブレター 第7通 コンプレックス（2005年2月19日，朝日放送） 飾演 望月麻子
- 火曜Drama Gold「ビネツ ～美肌の誘惑 現代エステ大奧物語～」（2006年11月14日，日本電視台） 飾演 山崎園子
- 連續電視小說 どんど晴れ（2007年4月2日 - 9月29日，NHK） 飾演 女主人公的親友・高林久美子
- 北阿爾卑斯山岳救助隊・紫門一鬼10（2008年3月12日，東京電視台） 飾演 山村早苗
- 水戶黃門第38部・第12話「縁は切られぬ偽親子・岐阜」（2008年3月24日，TBS） 飾演 お加代
- あゆみの事件簿～放送決定!「レジーナの森」湯けむり殺人ミステリー～（2008年8月10日，家庭劇場） 飾演 別府步美
- キイナ〜不可能犯罪捜査官〜 第5話（2009年2月18日，日本電視台） 飾演 護士
- ショコラ～愛される女・嫌われる女グランプリ・「男前な略奪愛」（2009年4月1日，日本電視台） 飾演 杉原麻衣
- 海賊戰隊豪快者（2011年2月13日 - 2012年2月19日，朝日電視台） 飾演 魔法桃／小津芳香（客串最終話）
- 英雄媽媽★聯盟（2018年5月13日 - ）飾演 魔法桃／小津芳香

### 電影
- 魔法戰隊魔法連者 THE MOVIE 冥府的新娘（2005年，東映） 飾演 魔法桃／小津芳香
- 魔法戰隊魔法連者VS刑事連者（2006年，東映） 飾演 魔法桃／小津芳香
- 超忍者隊INAZUMA!（2006年，東映） 飾演 女宇宙刑事Beppy
- 超忍者隊INAZUMA!! SPARK（2007年，東映） 飾演 Hayabusa
- 神劍闖江湖 京都大火篇 / 傳說的最後時刻篇（2014年8月1日・9月13日，日本華納家庭娛樂）飾演 近江女

### 舞台
- 心靈探偵八雲 欺騙的樹（2008年3月6日-13日，制作：OFFICE REN，於：青山圓形劇場） 飾演 箕輪優子/由香里
- 戰國BASARA系列 飾演 阿松

### 電台節目
- 年忘れ青春アドベンチャースペシャル 干支シリーズ イノシシ ボンバイエ!（2006年12月29日，NHK-FM） 飾演 Inoshishi
- ゴチャ・まぜっ!金スペ（2008年4月11日-）

### 廣告
- 日本環球影城 USJ Hollywood Christmas（2002年）
- Game Boy Advance SP
- きもののみむろ（2002年）
- 湯澤屋（2004年）
- OMRON Infomercial（2006年1月，富士電視台）
- Kojima（2007年 - ）
- Sonpo 24（2008年7月 - ）

### 動畫
- 稻草人（2008年） 飾演 ホーンヘッド
- 北斗神拳 拉歐宇外傳 天之霸王（2008年） 飾演 Isabella

## 外部連結
- （日語） 別府步美官方網站 （页面存档备份，存于）
- （日語） 別府步美官方日誌（2015/4/29之前）（页面存档备份，存于）
- （日語） 別府步美官方日誌（2015/5/1至今）（页面存档备份，存于）
- （日語） Yellow Cab Official Site TALENTS 別府步美個人檔案[永久]
- （日語） 魔法戰隊魔法連者　角色介紹

| 前任： 菊地美香 （特搜戰隊刑事連者） | 日本超級戰隊系列桃色戰士演員 魔法戰隊魔法連者 2005年2月13日-2006年2月12日 | 繼任： 末永遙 （轟轟戰隊冒險者） |